# 1927 a tudományban
Az 1927. év a tudományban és a technikában.

## Díjak
- Nobel-díjak
  - Fizikai Nobel-díj: Arthur Compton, Charles Thomson Rees Wilson
  - Fiziológiai és orvostudományi Nobel-díj: Julius Wagner-Jauregg
  - Kémiai Nobel-díj: Heinrich Otto Wieland

## Születések
- január 13. – Sydney Brenner megosztott Nobel-díjas dél-afrikai biológus, genetikus († 2019)
- március 6. – Gordon Cooper amerikai űrhajós († 2004)
- március 16. – Vlagyimir Komarov szovjet, orosz berepülőpilóta, űrhajós († 1967)
- március 21. – Halton Arp amerikai csillagász, leginkább az ősrobbanás elméletének egyik kritikusaként ismert († 2013)
- március 29. – John Robert Vane megosztott Nobel-díjas angol farmakológus († 2004)
- április 10. – Marshall Warren Nirenberg megosztott Nobel-díjas amerikai biokémikus és genetikus († 2010)
- május 22. – Oláh György magyar származású Nobel-díjas amerikai vegyészprofesszor († 2017)
- június 24. – Martin Lewis Perl megosztott Nobel-díjas amerikai fizikus († 2014)
- október 8. – César Milstein megosztott Nobel-díjas argentin-brit biokémikus († 2002)
- december 8. –  Vlagyimir Satalov orosz, szovjet űrhajós † 2021)

## Halálozások
- január 19. – Carl Gräbe német kémikus (* 1841)
- február 9. – Charles Doolittle Walcott amerikai paleontológus és geológus (* 1850)
- május 2. – Ernest Starling brit tudós, fiziológus (* 1866)
- augusztus 21. – William Burnside brit matematikus (* 1852)
- szeptember 30. – Samuel Garman amerikai természettudós, zoológus, herpetológus és ichthiológus (* 1843)
- október 2. – Svante Arrhenius Nobel-díjas svéd fizikus és kémikus (* 1859)
- november 11. – Wilhelm Johannsen dán botanikus (* 1857)
- december  24. – Vlagyimir Behtyerev orosz pszichiáter, neuropatológus, fiziológus, az objektív pszichológia "atyja" (* 1857)